# Sanremo Young
Sanremo Young è stato un programma televisivo italiano di genere talent show, trasmesso in diretta dal Teatro Ariston di Sanremo con la conduzione di Antonella Clerici dal 16 febbraio 2018 al 15 marzo 2019.
Dopo le prime due edizioni ne era stata inizialmente annunciata una terza, ma nel giugno dello stesso anno la Rai ne ha deciso la cancellazione definitiva.

## Il programma
Il talent show è un programma televisivo originale italiano creato dalla stessa Antonella Clerici (già conduttrice di programmi simili come Ti lascio una canzone e Standing Ovation) e mette in gara dodici ragazzi dai 14 ai 17 anni che partecipano al programma cantando le canzoni che hanno fatto la storia del Festival di Sanremo, siano esse cantate da passati concorrenti della kermesse canora o anche da ospiti che almeno una volta hanno calcato il palco del Teatro Ariston.
Il cast di giovani talenti è accompagnato dalla SanremoYoung Orchestra, interamente composta da musicisti tra i 18 e i 25 anni, selezionati da Diego Basso. Le coreografie sono curate da Daniel Ezralow.
La prima edizione di Sanremo Young è stata vinta da Elena Manuele con il 60,95% dei voti, la seconda da Tecla Insolia con il 50,09%.

### Format
La gara canora prevedeva una successione di ragazzi che cantavano canzoni provenienti dal repertorio del Festival di Sanremo, giudicati da una giuria (chiamata Academy) formata da 10 personalità che hanno a che fare con il mondo della musica o del Festival di Sanremo in modo specifico. Ogni giudice esprimeva un voto da 1 a 10 tramite un tablet e tale votazione si aggiungeva al voto del pubblico da casa, che determinava una classifica finale ad ogni puntata. La giuria era accompagnata in ogni puntata da un giudice ospite senza possibilità di voto ma che si limitava a commentare ed esprimere un giudizio sulle esibizioni in gara.
Al termine delle esibizioni era stilata una classifica finale, dove i 4 meno votati nelle prime tre puntate e gli ultimi tre nella quarta erano a rischio eliminazione. L'orchestra esprimeva il suo preferito tra i concorrenti, permettendo a quest'ultimo di salire di una posizione in classifica. Anche i concorrenti indicavano il loro compagno migliore della serata, facendogli guadagnare così una posizione in classifica.
Successivamente vi era la fase finale del programma, definita Showdown, in cui il giudice ospite nella puntata salvava dal limbo due concorrenti a rischio eliminazione (uno soltanto nella quarta), eliminando così automaticamente gli altri due rimanenti.
Nella seconda edizione i concorrenti sono aumentati a 20 ed è stata prevista per il vincitore la possibilità di partecipare alla sezione Nuove Proposte del Festival di Sanremo 2020.

### Cast
Giuria Academy 
| Giuria             | Edizione | Edizione | Totale |
| Giuria             | 1        | 2        | Totale |
| ------------------ | -------- | -------- | ------ |
| Angelo Baiguini    |          |          | 2      |
| Baby K             |          |          | 2      |
| Rocco Hunt         |          |          | 2      |
| Cristina D'Avena   |          |          | 1      |
| Elisabetta Canalis |          |          | 1      |
| Iva Zanicchi       |          |          | 1      |
| Mara Maionchi      |          |          | 1      |
| Marco Masini       |          |          | 1      |
| Mietta             |          |          | 1      |
| Ricchi e Poveri    |          |          | 1      |
| Amanda Lear        |          |          | 1      |
| Belén Rodríguez    |          |          | 1      |
| Enrico Ruggeri     |          |          | 1      |
| Giovanni Vernia    |          |          | 1      |
| Maurizio Vandelli  |          |          | 1      |
| Noemi              |          |          | 1      |
| Rita Pavone        |          |          | 1      |
| Shel Shapiro       |          |          | 1      |

Giurati Speciali 
| Giuria            | Edizione | Edizione | Puntata |
| Giuria            | 1        | 2        | Puntata |
| ----------------- | -------- | -------- | ------- |
| Paolo Bonolis     |          |          | 1ª      |
| Simona Ventura    | 2ª       |          |         |
| Carlo Conti       | 3ª       |          |         |
| Toto Cutugno      | 4ª       |          |         |
| Pippo Baudo       | 5ª       |          |         |
| Luca e Paolo      |          |          | 2ª      |
| Lorella Cuccarini | 3ª       |          |         |
| Gigi D'Alessio    | 4ª       |          |         |
| Raoul Bova        | 5ª       |          |         |

## Edizioni
| Edizione | Periodo          | Periodo       | Puntate | Conduzione        | Regia          | Vincitore     | Concorrenti | Sede                      |
| Edizione | Inizio           | Fine          | Puntate | Conduzione        | Regia          | Vincitore     | Concorrenti | Sede                      |
| -------- | ---------------- | ------------- | ------- | ----------------- | -------------- | ------------- | ----------- | ------------------------- |
| 1ª       | 16 febbraio 2018 | 16 marzo 2018 | 5       | Antonella Clerici | Duccio Forzano | Elena Manuele | 12          | Teatro Ariston di Sanremo |
| 2ª       | 15 febbraio 2019 | 15 marzo 2019 | 5       | Antonella Clerici | Duccio Forzano | Tecla Insolia | 20          | Teatro Ariston di Sanremo |

## Audience
| Edizione | Anno | Stagione | Programmazione | Programmazione | Programmazione | Programmazione | Programmazione | Programmazione | Programmazione | Telespettatori | Share  | Premiere       | Premiere | Finale         | Finale |
| Edizione | Anno | Stagione | L              | M              | M              | G              | V              | S              | D              | Telespettatori | Share  | Telespettatori | Share    | Telespettatori | Share  |
| -------- | ---- | -------- | -------------- | -------------- | -------------- | -------------- | -------------- | -------------- | -------------- | -------------- | ------ | -------------- | -------- | -------------- | ------ |
| 1ª       | 2018 | inverno  |                |                |                |                |                |                |                | 3 967 000      | 18,10% | 4 513 000      | 20,40%   | 4 277 000      | 19,80% |
| 2ª       | 2019 | inverno  |                | 3 268 000      | 15,18%         | 3 623 000      | 16,20%         | 3 382 000      | 15,80%         |                |        |                |          |                |        |